# والتر ر. كوني جونيور
والتر ر. كوني جونيور (بالإنجليزية: Walter R. Cooney, Jr.)‏ هو مهندس كيميائي وعالم فلك أمريكي، ولد في 1962.